# Théorème de Fubini
Ne doit pas être confondu avec le théorème de différentiation de Fubini, ni avec le théorème de Tonelli (en) en calcul des variations.
En mathématiques, et plus précisément en analyse, le théorème de Fubini fournit des informations sur le calcul d'intégrales définies sur des ensembles produits et permet le calcul de telles intégrales. Ce résultat a été introduit par Guido Fubini en 1907. Il indique que sous certaines conditions, pour intégrer une fonction à plusieurs variables, on peut intégrer les variables les unes à la suite des autres. On peut changer l'ordre d'intégration si l'intégrale double de la valeur absolue de la fonction est finie :
{\displaystyle \,\iint \limits _{X\times Y}f(x,y)\,{\text{d}}(x,y)=\int _{X}\left(\int _{Y}f(x,y)\,{\text{d}}y\right){\text{d}}x=\int _{Y}\left(\int _{X}f(x,y)\,{\text{d}}x\right){\text{d}}y\qquad {\text{ si }}\qquad \iint \limits _{X\times Y}|f(x,y)|\,{\text{d}}(x,y)<+\infty .}

## Énoncés
Théorème de Fubini-Tonelli — Soient {\displaystyle (X,{\mathcal {A}},\mu )} et {\displaystyle (Y,{\mathcal {B}},\nu )} deux espaces mesurés tels que les deux mesures soient σ-finies et soit {\displaystyle (X\times Y,{\mathcal {A}}\times {\mathcal {B}},\mu \times \nu )} l'espace mesurable produit muni de la mesure produit. Si
sont respectivement {\displaystyle {\mathcal {A}}}- et {\displaystyle {\mathcal {B}}}-mesurables et
Théorème de Fubini-Lebesgue — Soient {\displaystyle (X,{\mathcal {A}},\mu )} et {\displaystyle (Y,{\mathcal {B}},\nu )} deux espaces mesurés complets (non nécessairement σ-finis) et {\displaystyle (X\times Y,{\mathcal {A}}\times {\mathcal {B}},\zeta )} l'espace mesurable produit muni d'une mesure produit ζ. Si
est λ-intégrable, où λ est la mesure maximale associée au produit {\displaystyle X\times Y}, construite par l'extension de Carathéodory, alors les fonctions
(définies presque partout) sont respectivement μ- et ν-intégrables, {\displaystyle f} est ζ-intégrable et
Le premier théorème est faux si l'on ne suppose pas les mesures σ-finies. Le deuxième est faux si {\displaystyle f} est seulement ζ-intégrable.
Dans le cas particulier où l'un des deux espaces est ℕ muni de la tribu discrète et de la mesure de comptage, on retrouve respectivement le théorème de convergence monotone et le corollaire du théorème de convergence dominée pour les séries de fonctions.

## Mise en œuvre
Lorsque les deux mesures sont σ-finies, l'utilisation du théorème de Fubini-Tonelli permet souvent de démontrer qu'une fonction mesurable est intégrable. En effet, pour {\displaystyle f:X\times Y\rightarrow \mathbb {R} } {\displaystyle {\mathcal {A}}\times {\mathcal {B}}}-mesurable, on peut appliquer le théorème de Fubini-Tonelli à {\displaystyle |f|}, ce qui donne
donc si l'une des intégrales est finie, alors toutes trois le sont et {\displaystyle f} est intégrable.
On a alors d'après le théorème de Fubini-Lebesgue
ce qui facilite le calcul de l'intégrale.

## Applications
- Le produit de convolution de deux fonctions intégrables est lui-même intégrable.
- Calcul de l'intégrale de Gauss, {\displaystyle \int _{-\infty }^{+\infty }\exp(-x^{2})~\mathrm {d} x}.

## La nécessité des conditions

### Sifn'est pas intégrable
Considérons
On a
En échangeant les rôles de {\displaystyle x} et {\displaystyle y}, on a donc
ce qui — puisque le théorème de Fubini-Lebesgue ne s'applique pas ici — prouve que

### Cas d'une mesure non sigma-finie
Considérons l'ensemble {\displaystyle I=[0,1]}. Munissons-le d'une part de la tribu borélienne {\displaystyle {\mathcal {B}}(I)} et de la mesure de Lebesgue {\displaystyle \lambda } et d'autre part de la tribu discrète {\displaystyle {\mathcal {P}}(I)} et de la mesure de comptage {\displaystyle m}.
La diagonale {\displaystyle \Delta =\{(x,x)\mid x\in [0,1]\}} est un fermé de {\displaystyle I^{2}}, donc
La fonction indicatrice 1Δ est donc mesurable sur l'espace produit considéré.
Mais on a d'une part :
{\displaystyle \int _{I}\left[\int _{I}{\mathbf {1} }_{\Delta }(x,y)~\mathrm {d} m(y)\right]~\mathrm {d} \lambda (x)=\int _{I}\left[\int _{I}{\mathbf {1} }_{\{x\}}(y)~\mathrm {d} m(y)\right]~\mathrm {d} \lambda (x)=\int _{I}m(\{x\})~\mathrm {d} \lambda (x)=\lambda (I)=1}
et d'autre part :
{\displaystyle \int _{I}\left[\int _{I}{\mathbf {1} }_{\Delta }(x,y)~\mathrm {d} \lambda (x)\right]~\mathrm {d} m(y)=\int _{I}\left[\int _{I}{\mathbf {1} }_{\{y\}}(x)~\mathrm {d} \lambda (x)\right]~\mathrm {d} m(y)=\int _{I}\lambda (\{y\})~\mathrm {d} m(y)=\int _{I}0~\mathrm {d} m(y)=0.}
Ces deux intégrales sont distinctes, donc :
- le théorème de Fubini-Tonelli ne s'applique pas ici. Ceci s'explique car la mesure de comptage {\displaystyle m} sur {\displaystyle I=[0,1]} n'est pas σ-finie, car toute réunion dénombrable d'ensembles de mesures {\displaystyle m}-finies, c'est-à-dire d'ensembles finis, est au plus dénombrable donc différente de {\displaystyle [0,1]}.
- le théorème de Fubini-Lebesgue ne s'applique pas non plus, ce qui prouve que Δ est de mesure infinie pour la mesure produit maximale de {\displaystyle \lambda } par {\displaystyle m}.

Remarquons que Δ est de mesure finie pour certaines mesures produits. Ainsi pour la mesure produit {\displaystyle E\mapsto \sum _{x\in [0,1]}\lambda (E_{x})}, où {\displaystyle E_{x}=\{y\in Y\mid (x,y)\in E\}}, Δ est de mesure nulle.